# 輪形陣
輪形陣（りんけいじん）とは海戦における艦隊陣形の一つで防御を重視した陣形である。
基本的に中央に空母や戦艦などの主力艦を置き、その周りを駆逐艦や巡洋艦が円形に固めて、全方位を漏れなく索敵するほか、潜水艦や航空機から中央の艦を守る。アメリカが第二次世界大戦以前に策定していた対日戦争計画であるオレンジ計画では、日本進攻を行うアメリカ海軍部隊はこの陣形を使うものとされていた。程なくして日本海軍もアメリカに倣い輪形陣を採用。大戦中には、日米両海軍で多用された。
輪形陣の利点として
- 中央ほど濃密な対空砲火が張れる
- 対潜警戒が行いやすい

逆に欠点として
- 砲戦時には不利

などがあげられる。
連合艦隊の最後等の著作で知られる海軍記者伊藤正徳が「リング•フォーメーション」を邦訳したのが始まりとされる。